# Хаясібе Ґоро
Хаясібе Ґоро (яп. 林部 吾郎; *21 травня 1976, м. Нагано, Японія) — японський саночник, який виступає в санному спорті на професійному рівні з 1996 року. Є ветераном національної команди, як учасник зимових Олімпійських ігор в командних змаганнях (двійка) в Турині, посівши 12 місце (найбільший його успіх). На світових форумах саночників значних успіхів не здобував (перебуваючи, зазвичай, в межах 2-го десятка). 